# Nossa Senhora das Dores
Nossa Senhora das Dores est un quartier de la ville brésilienne de Santa Maria, Rio Grande do Sul. Le quartier est situé dans district de Sede.

## Vilas
Le quartier possède les vilas suivantes : Dores, Loteamento Bela Vista, Loteamento Londero, Vila Cassel, Vila Roemer, Vila Rossato, Vila Sinhá, Vila São Luiz, Vila Tombési.